# Вилис Олавс
Вилис Олавс (латыш. Vilis Olavs, имя при рождении — Вильгельм Плутте (нем. Wilhelm Plutte); 1867, Курляндская губерния, Российская империя — 1917, близ Выборга, Великое княжество Финляндское) — латышский политолог, прозаик, публицист, редактор, историк и общественный деятель.

## Биография
Вильгельм Плутте родился 7 (19) мая 1867 года в крестьянской семье в Бауской волости Бауского уезда Курляндской губернии.
Учился в Митавской гимназии, где написал историческое сочинение, которое было удостоено премии Рейнберга, учреждённой латышами в Москве.
С 1888 года учился на богословском факультете Дерптского университета, который окончил в 1892 году. В 1895—1897 гг. был преподавателем и помощником пастора в Риге; был уволен за либеральные взгляды.
Во время учёбы стал членом старейшей латвийской студенческой корпорации Lettonia и в 1900 году, когда к нему обратились 25 студентов Рижского политехнического института, им была организована новая студенческая корпорация в Риге Talavija. В 1904 году он также организовал в Риге собственную частную коммерческую школу для женщин.
Стал одним из первых членов латышского национального движения Атмода. Ещё будучи студентом, В. Олавс опубликовал несколько эссе, в которых призывал к мирному противостоянию с представителями немецкого дворянства Прибалтики. В 1890-х годах был активным членом Латвийского общества Риги, в 1896 году организовал первую в Латвии выставку этнографических экспонатов.
Редактировал нескольких журналов, в частности, «Балтия» (выходила в Санкт-Петербурге).
Автор книг «История латышей до конца XII века» (Latvju vēsture līdz 12. gadsimta beigām) и «Двор, Природа, Мир» (Sēta, Daba, Pasaule).
За публикацию статьи в газете «Голос» в 1905 году был приговорён к году тюремного заключения. Срок отбывал в Центральной рижской тюрьме (1908—1909). Там же написал «Основные направления этики» (в 2-х частях); заболел туберкулёзом легких.
Во время Первой мировой войны был среди организаторов и председателем комитета помощи латвийским беженцам.
Умер 28 марта 1917 года[по какому календарю?] в санатории недалеко от Выборга в Финляндии, где лечился от обострения туберкулёза. Похоронен в Санкт-Петербурге. В 1921 году его останки были перенесены на Рижское Лесное кладбище, где 1927 году на его могиле был установлен памятник.
Два сына, Александрс Олавс и Вилис Олавс-младший.

## Память
- В 1927 году было предложено переименовать рижскую улицу Марияс в улицу Олава, однако это переименование не состоялось. В 1929 году имя Вилиса Олавса было присвоено одной из новых улиц в районе Межапаркс[5].